# Gay Talese
Gay Talese, född 7 februari 1932 i Ocean City i Cape May County, New Jersey, är en amerikansk författare och journalist.
Han har skrivit åtta böcker och har arbetat på New York Times, men är mest känd för sina reportage i Esquire. Hans reportage "Frank Sinatra has a cold" utsågs vid Esquires 70-årsfirande till den bästa text som publicerats i tidningen. Våren 2007 återutger förlaget Pocky hans bok om den sexualla frigörelsen i USA, Din nästas hustru (Thy neighbors wife, 1980).